# Annatiara lempersi
Annatiara lempersi är en nässeldjursart som beskrevs av Pieter Bleeker och van der Spoel 1988. Annatiara lempersi ingår i släktet Annatiara och familjen Pandeidae. Inga underarter finns listade i Catalogue of Life.